# 마사디솜마
마사디솜마(이탈리아어: Massa di Somma)는 이탈리아 캄파니아주 나폴리현에 위치한 코무네다. 나폴리로부터 동쪽 10km 거리에 있다.

## 역사
이 지역은 1944년에 베수비오 산의 분화로 도시 전체가 파괴되었으나 지금은 대부분 오늘날의 모습으로 재건되었다.